# Owasso
Owasso is een plaats (city) in de Amerikaanse staat Oklahoma, en valt bestuurlijk gezien onder Rogers County en Tulsa County.

## Demografie
Bij de volkstelling in 2000 werd het aantal inwoners vastgesteld op 18.502.
In 2006 is het aantal inwoners door het United States Census Bureau geschat op 24.938, een stijging van 6436 (34,8%).

## Geografie
Volgens het United States Census Bureau beslaat de plaats een oppervlakte van
26,0 km², geheel bestaande uit land.

## Plaatsen in de nabije omgeving
De onderstaande figuur toont nabijgelegen plaatsen in een straal van 16 km rond Owasso.